# Општина Арад (Арад)
Арад (рум. Arad) општина је у Румунији у округу Арад.
Oпштина се налази на надморској висини од 109 m.

## Становништво

### Попис2002.
| Расподела становништва по националности 2002.‍ | Расподела становништва по националности 2002.‍ | Расподела становништва по националности 2002.‍ | Расподела становништва по националности 2002.‍ | Расподела становништва по националности 2002.‍ |
| --------------------------------------------- | --------------------------------------------- | --------------------------------------------- | --------------------------------------------- | --------------------------------------------- |
|                                               |                                               |                                               |                                               |                                               |
| Румуни                                        | Румуни                                        |                                               | 142.968                                       | 82,7%                                         |
| Мађари                                        | Мађари                                        |                                               | 22.492                                        | 13,0%                                         |
| Роми                                          | Роми                                          |                                               | 3.004                                         | 1,7%                                          |
| Украјинци                                     | Украјинци                                     |                                               | 114                                           | 0,1%                                          |
| Немци                                         | Немци                                         |                                               | 2.247                                         | 1,3%                                          |
| Руси                                          | Руси                                          |                                               | 30                                            | 0,0%                                          |
| Турци                                         | Турци                                         |                                               | 44                                            | 0,0%                                          |
| Татари                                        | Татари                                        |                                               | 9                                             | 0,0%                                          |
| Срби                                          | Срби                                          |                                               | 605                                           | 0,4%                                          |
| Словаци                                       | Словаци                                       |                                               | 450                                           | 0,3%                                          |
| Бугари                                        | Бугари                                        |                                               | 251                                           | 0,1%                                          |
| Хрвати                                        | Хрвати                                        |                                               | 8                                             | 0,0%                                          |
| Грци                                          | Грци                                          |                                               | 9                                             | 0,0%                                          |
| Јевреји                                       | Јевреји                                       |                                               | 157                                           | 0,1%                                          |
| Чеси                                          | Чеси                                          |                                               | 59                                            | 0,0%                                          |
| Пољаци                                        | Пољаци                                        |                                               | 28                                            | 0,0%                                          |
| Италијани                                     | Италијани                                     |                                               | 179                                           | 0,1%                                          |
| Кинези                                        | Кинези                                        |                                               | 14                                            | 0,0%                                          |
| Јермени                                       | Јермени                                       |                                               | 6                                             | 0,0%                                          |
| Чанго                                         | Чанго                                         |                                               | 11                                            | 0,0%                                          |
| други                                         | други                                         |                                               | 136                                           | 0,1%                                          |
| неизјашњени                                   | неизјашњени                                   |                                               | 6                                             | 0,0%                                          |

### Хронологија
| Година       | 1992   | 1993   | 1994   | 1995   | 1996   | 1997   | 1998   | 1999   | 2000   | 2001   | 2002   | 2003   | 2004   | 2005   | 2006   | 2007   | 2008   | 2009   | 2010   | 2011   | 2012   | 2013   | 2014   | 2015   | 2016   | 2017   |
| ------------ | ------ | ------ | ------ | ------ | ------ | ------ | ------ | ------ | ------ | ------ | ------ | ------ | ------ | ------ | ------ | ------ | ------ | ------ | ------ | ------ | ------ | ------ | ------ | ------ | ------ | ------ |
| Становништво | 192606 | 192776 | 193307 | 193290 | 192184 | 191433 | 190706 | 190261 | 189736 | 189792 | 189085 | 188349 | 187284 | 186191 | 185526 | 184907 | 184133 | 183643 | 183096 | 182325 | 181305 | 180579 | 179879 | 179305 | 178598 | 177868 |